# Sideroxylon stenospermum
Sideroxylon stenospermum là một loài thực vật có hoa trong họ Hồng xiêm. Loài này được (Standl.) T.D.Penn. miêu tả khoa học đầu tiên năm 1990.